# Charlotte Staples Lewis
Charlotte Staples Lewis a Lost című televíziós tévésorozat egyik szereplője. Szerepét Rebecca Mader játssza.
|  | Alább a cselekmény részletei következnek! |

## Életrajz

### A szigetre kerülés előtt
|  | Alább a cselekmény részletei következnek! |

Benjamin Linus információi szerint Charlotte 1979. július 2-án született Essexben, Angliában, David és Jeannette Lewis gyermekeként, és Bromsgrove-ban nevelkedett két húgával. (A negyedik évad fináléjában azonban több olyan kijelentés is elhangzott, melyek alapján a fenti adatok hamisak, és valójában a szigeten született.)
A kenti egyetemen volt hallgató, Oxfordban pedig PhD-t szerzett kulturális antropológia terén. A későbbiekben megtanult koreaiul beszélni.
Az Oceanic Flight 815 álroncsának megtalálásának napján Tunéziában megnyittatott egy lezárt régészeti kutatási területet, és rendkívül céltudatosan kiásta egy jegesmedve csontvázát, melynek nyakában megtalálta az egyik DHARMA állomás, a Hydra jelét. A nő ennek felettébb örült.
Ezek után csatlakozott a Kahana fedélzetén a sziget közelébe szállított tudományos csapathoz, melynek további tagjai Daniel Faraday és Miles Straume.

### A szigeten
4. évad: A helikopter, mellyel Charlotte, Daniel és Miles a szigetre jutott, megsérült, ezért a pilótának, Franknek kényszerleszállást kellett végrehajtania. A csapat tagjai kiugrottak a járműből; Charlotte egy tó fölé nyúló fán landolt fejjel lefelé. Miután kivágta magát, a vízbe esett, ahonnan meglátta a két részre szakadt túlélők Locke által vezetett csoportját. Mivel Locke meg volt győződve arról, hogy a hajón lévők a vesztüket okozzák, először kifaggatta a nőt, majd túszul ejtette, a GPS-érzékelőjét pedig Vincentre rögzítették, így értesítve Jackéket, hogy elkapták. Ben ezután megpróbálta lelőni, de a rajta lévő golyóálló mellény megvédte a haláltól. A férfi csak úgy tudta kerülhette el azt, hogy John lelője, hogy felfedte, mindent tud Charlotte (és ezek szerint a többi hajós) életéről.
Sayid elment Charlotte-ért a Többiek falujába, ahová John is tartott. Az iraki magával vitte Kate-et és Milest is. A kis csapatot foglyul ejtették, de a közel-keleti férfi sajátos cserét ajánlott: Milest a nőért. Locke belement az alkuba, és elengedte a nőt. Mivel Kate-et is elfogta Sawyer, Sayid egyedül tért vissza az angol hölggyel. A nő Frank kérdésére azt válaszolta, nem hagyja el a szigetet, mivel még dolga van itt.
Jack vezetésével a táborba mentek, ahol a nő és Daniel összeismerkedett a túlélőkkel. Estefelé egy memóriatesztet hajtott végre a férfin. Ezt Jack és Juliet érkezése szakította félbe, akik arról érdeklődtek, hogy miért nem veszik fel a telefont a hajón. Charlotte válaszul közölte, van egy másik szám is vészhelyzet esetére. A nő felhívta a számot, azonban azt mondták nekik, hogy az előző nap felszállt helikopter, fedélzetén Desmonddal, Sayiddal és Naomi Dorrit holttestével, még nem érkezett meg.
Másnap, mikor Sayid felhívta a partot a hajóról, és elmondta, hogy Desmondon emlékezetkiesés jelei mutatkoznak, Daniel tudatni akarta a túlélőkkel ennek okát (miszerint a nagyobb elektromágnesességet átélt személyeken bizonyos „mellékhatások” mutatkozhatnak a sziget elhagyásakor). Erről Charlotte megpróbálta lebeszélni, nem sok sikerrel.
Éjszaka a nő és a férfi elhagyta a tábort gázmaszkokkal felszerelkezve. A Vihar állomásra indultak, hogy semlegesítsék az ott lévő gázt, mellyel Ben akár a szigeten élő összes embert meg tudta volna ölni. Útközben összefutottak a Locke táborából visszatérő Kate-tel, akit, mivel felfedezte a gázmaszkokat, Charlotte leütött. Az állomáson Daniel megkezdte a gáz hatástalanítását, de ekkor a nyomukban lévő Juliet fegyverrel akarta kényszeríteni a férfit tevékenysége felfüggesztésére. Charlotte először szavakkal győzködte a nőt, de mikor látta, ez hatástalan, erőszakhoz folyamodott. A verekedésből Juliet jött ki győztesen, azonban mire visszaszerezte pisztolyát, a férfi már végzett dolgával. Az állomás elhagyása után Kate még fegyvert fogott a nőre, a helyzet tisztázása után viszont minden rendeződött.
Charlotte jelen volt, mikor a hajó orvosának testét a partra mosta a víz, és hallotta azt is, mikor Jack kiszedte Danielből, hogy sohasem akarták megmenteni a baleset túlélőit.
Rákövetkező nap Rose és Bernard próbált több mindent megtudni a hajósokról. Ezt félbeszakította Jack rosszulléte. Juliet elküldte Sunt, Jint, Danielt és Charlotte-ot a Személyzet állomásra orvosi eszközökért. Itt a koreaiak Daniel Charlotte-hoz fűződő gyengéd érzelmeiről beszéltek saját nyelvükön, a nő viszont többször is elárulta magát, hogy érti, miről van szó. Jin ezt kihasználva a táborba visszatérve megfenyegette az angolt, hogy ha a felesége nem jut ki a szigetről, megöli Danielt.
Másnap Frank kidobott egy telefont a tábor fölött elszálló helikopterből. Jack gyanúja az volt, hogy bárki tette, azt akarja, kövessék. Daniel a telefonon hallott beszélgetéstöredékből rájött, hogy a zsoldosok elfoglalták az Orchidea állomást, tehát a másodlagos protokoll lépett életbe. Emiatt pakolni kezdett, amikor pedig Charlotte megkérdezte, mi történt, kifejtette a helyzetet, és hozzátette: „Azonnal el kell hagynunk a szigetet!” Daniel a hajóról visszatérő Sayid gumicsónakját felhasználva elkezdte kimenekíteni az embereket a szigetről. Ezt követően Miles arra célzó mondatokat tett, hogy Charlotte sok időt töltött a szigetre való visszatalálással, és meglepte, hogy el akar menni. Később közölte Daniellel, hogy nem megy a hajóra, mondván, „ő még mindig azt a helyet keresi, ahol született”. Ezután elbúcsúztak. Charlotte a parton tartózkodott Sawyerrel, Juliettel és Milesszal, mikor Ben elmozgatta a szigetet.
5. évad: A rengeteg időutazás rohamos leépülésnek vetette alá Charlotte szervezetét. Apránként jelentkeztek nála a tünetek: szédülés, fejfájás, memóriazavar, orrvérzés. Sejtette, hogy valami súlyos baja van, amit szerinte Daniel tudott is, de a férfi nem akarta felfedni az igazságot. Mikor az 1954-es évbe kerültek, Faraday szerelmet vallott neki, de boldogságuk nem tarthatott sokáig, mivel egy újabb idősík-váltás következtében a nő ájultan összeesett. Dan ápolgatta, de gondoskodása nem hozta meg gyümölcsét. Egy erős, dupla időutazás után Charlotte szervezete megadta magát, a földre zuhant. Hamarosan magához tért, s koreaiul figyelmeztette Jint, ne engedje, hogy visszahozzák Sunt a Szigetre, mert meg fog halni. Ezt követően elméje ide-oda ugrált múlt és jelen között, ahogy Desmondé is a 4x05-ben. Egy ilyen utazás alkalmával jutott eszébe gyerekkorának egy fontos része, amit meg is osztott Daniellel. Elmondta, hogy mikor még a Szigeten élt, megkereste egy őrült ember, aki azt mondta neki, menjen el a Szigetről, és soha ne térjen rá vissza, különben meghal. Ez érthető módon nagyon megrémisztette a kislányt. Ami viszont érdekes: Charlotte szerint ez az őrült ember Daniel Faraday volt. Utolsó perceiben Dan próbálta megnyugtatni, hogy édesanyja segíteni fog rajtuk, csak ki kell tartania addig, és ha ez sikerül, megmenekül. Sajnos Charlotte nem volt képes erre, így eltávozott az élők soraiból, ami mérhetetlenül nagy fájdalmat okozott Faraday-nek. Charlotte-ot a filmben "Rebecca Mader" alakította.
|  | Itt a vége a cselekmény részletezésének! |